# Euffreducci
Gli Euffreducci (anche Eufreducci o Uffreducci) furono un'antica famiglia nobiliare italiana, originaria delle Marche e oggi estinta.
Fondatore della dinastia, sebbene tracce delle proprie origini potrebbero risalire fino al X secolo, fu un feudatario di nome Falerone, figlio di Corrado e fratello di Rinaldo, vissuto nel XIII secolo.
La famiglia risiedette stabilmente in Fermo sin dal 1380, dimorando nella storica Nobile Contrada Fiorenza e facente parte di quelle famiglie dette de regimine, ovvero coloro che avevano il potere di aspirare alle più alte magistrature cittadine. Proprio di questa città tennero de facto le redini due esponenti della famiglia in due diverse occasioni: il primo fu il tiranno Oliverotto Euffreducci, nel 1502, e il secondo fu Lodovico Euffreducci, dal 1514 al 1520.

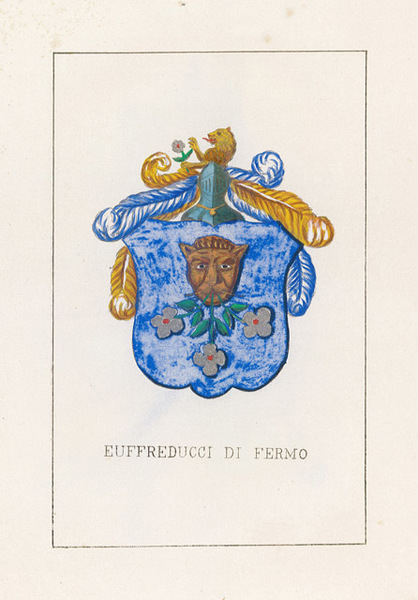
Stemma araldico della Casata degli Euffreducci di Fermo

## Storia

### Origini
La famiglia Euffreducci aveva origini nobili e molto antiche, ma le fonti riguardanti la propria storia agli albori sono scarse.
Si sa che sin dal X secolo la famiglia era feudataria della signoria di Falerone, un piccolo borgo nell'entroterra delle Marche (oggi facente parte della Provincia di Fermo).
Secondo lo storico Pompeo Litta Biumi (dispensa continuata dal collaboratore Luigi Passerini Orsini de' Rilli), che parla di questa dinastia nel suo Famiglie celebri italiane, il capostipite degli Euffreducci fu un certo Falerone, un potente feudatario, signore di Falerone e Castel Manardo e con diritti territoriali su Castell'Agello (oggi parte di Amandola) e Monte Passillo (oggi parte di Comunanza). Il Litta riporta che Falerone fu figlio di un Corrado, aveva per fratello un Rinaldo e aveva come avo un certo Giberto (sia il padre sia l'avo dominarono in precedenza sul feudo di Falerone). Inoltre, viene riportato una possibile, seppur non comprovata, discendenza da un conte Sigifredo da Lucca vivente nel X secolo e stabilitosi nel territorio del Piceno.
Comunque, pressoché certa è la ricostruzione genealogica a partire da Falerone e in lui è riconosciuto il ruolo di capostipite. Falerone si maritò nella famiglia Da Varano, avendo sposato Gualterunda, figlia del signore Gentile I da Varano di Camerino. Da questa ebbe almeno due figli, Pietro e Uffreduccio.
Pietro sposò una certa Altadia, figlia di Ruggero da Poggio al Monte, e nel 1286 vendette i feudi di Castel Manardo e di Villa di Valle. Uffreduccio, invece, fu colui tramite il quale continuò la discendenza.
Da Uffreduccio nacquero due figli (Ruggero e Paolo) e una figlia (Fontaneve). Fontaneve, maritata con un Grimalduccio, ottenne nel 1333 il permesso pontificio di fondare un monastero agostiniano presso la Chiesa di Santa Maria Maddalena. Ruggero, invece, era cittadino di Fermo e acquistò nel 1299 la signoria di Smerillo da Francesco di Alberico. Paolo, infine, continuò la discendenza col figlio Uffreduccio.

### Da Falerone a Fermo

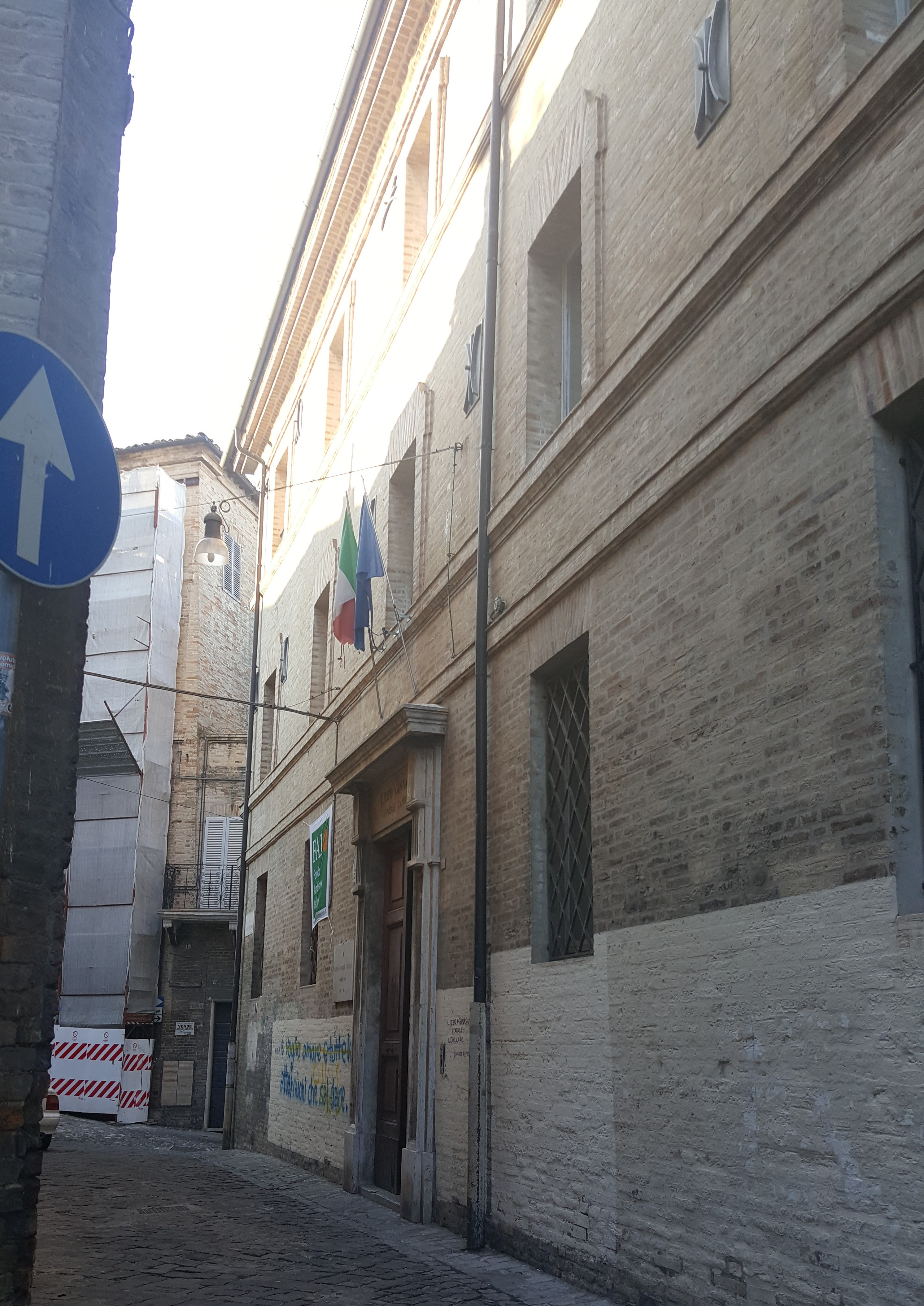
Palazzo Euffreducci a Fermo, oggi sede del Liceo Ginnasio Statale "Annibal Caro"

Nel 1350 il feudo storico di famiglia, Falerone, venne assediato dal signore Galeotto I Malatesta e da quel momento non fu mai più nel pieno dominio degli Euffreducci. Tale evento causò varie discordie e tumulti che portarono all'istituzione di un consiglio il 18 settembre 1380, che intimò ad Uffreduccio di Paolo ad abitare nella città di Fermo. Così, sin da quel giorno, la dinastia degli Euffreducci dimorò sempre in questa città e nella stessa zona, nella storica Nobile Contrada Fiorenza.
A Fermo la famiglia fece costruire un proprio edificio, Palazzo Euffreducci (oggi sede del Liceo Ginnasio Statale "Annibal Caro"), e qui ottenne il diritto di far parte delle famiglie dette de regimine, ovvero di coloro che avevano il diritto di partecipare agli affari pubblici e sedere nelle più alte e importanti magistrature cittadine.
Tommaso di Uffreduccio di Paolo fu un illustre e rinomato medico, attivo per lungo tempo a Fano e spostatosi nel 1388 a Fermo. In lui venne in passato riconosciuta la creazione della "nobiltà" della sua famiglia, chiaramente non facendo riferimento a quella di titoli e sangue ma a quella di spirito.
Successivamente la famiglia ottenne la Contea di Montechiaro e tra i suoi membri si susseguirono podestà, capitani del popolo, militari e magistrati.

### Oliverotto Euffreducci: tiranno di Fermo

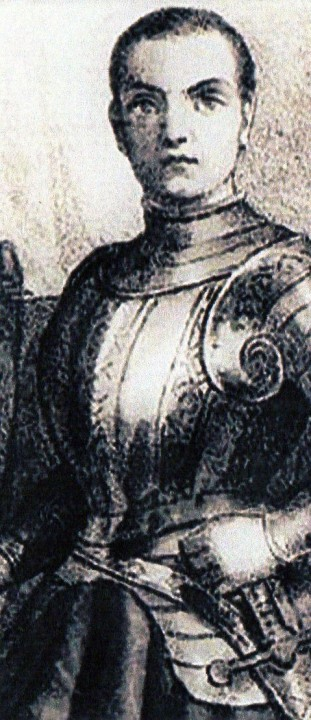
Immagine artistica di Oliverotto Euffreducci

Ma tra tutti, l'esponente più famoso della famiglia degli Euffreducci fu senza alcun dubbio Oliverotto Euffreducci. Egli fu un abile militare, che combatté in importanti imprese e battaglie principalmente al servizio dei fratelli Vitelli di Città di Castello (Camillo, Paolo e Vitellozzo Vitelli). Lottò a fianco di importanti condottieri come il signore Giampaolo Baglioni di Perugia, il marchese Francesco II Gonzaga di Mantova e il signore Jacopo IV Appiano di Piombino. Nel 1499 venne fatto prigioniero in due occasioni, prima dai Veneziani e poi dai Fiorentini, ma venne graziato. Entrato in contatto con Cesare Borgia, detto "il Valentino", combatté per lui affiancandolo in varie imprese e in questo periodo ottenne anche numerose cariche nella natia Fermo.
L'8 gennaio 1502, forte del sostegno del Borgia, figlio di papa Alessandro VI, l'Euffreducci rientrò inaspettatamente a Fermo con un forte contingente armato e, con l'aiuto di alcuni complici e guardando alle discordie che dilaniavano l'aristocrazia cittadina, prese il potere con la forza. La sua ascesa si tinse di sangue, poiché mirò ad eliminare e trucidare i principali esponenti politici del governo e dell'aristocrazia cittadina, compresi i suoi stessi parenti, come fu per suo zio Giovanni Fogliani, che lo aveva accolto e allevato dopo che l'Euffreducci era rimasto orfano giovanissimo.
Dopo la strage, parte dell'aristocrazia gli si assoggettò e lui abolì ogni magistratura (ad eccezione del Priorato), limitando altre istituzioni. Istituì il nuovo ufficio, di durata annuale, con i Dodici Governatori della Città (due membri in rappresentanza di ciascuna contrada fermana) e questi avrebbero risposto direttamente all'Euffreducci del loro operato. Costituì, in tal modo, un potere pressoché assoluto.
Dalla furia, almeno formale, del governo pontificio, l'Euffreducci si salvò con gravose somme pecuniarie e tassazioni. Riuscì a tessere una serie di alleanze con le città e i comuni vicini, ma il suo precario potere non fu esente da tentativi di congiure a suo danno.

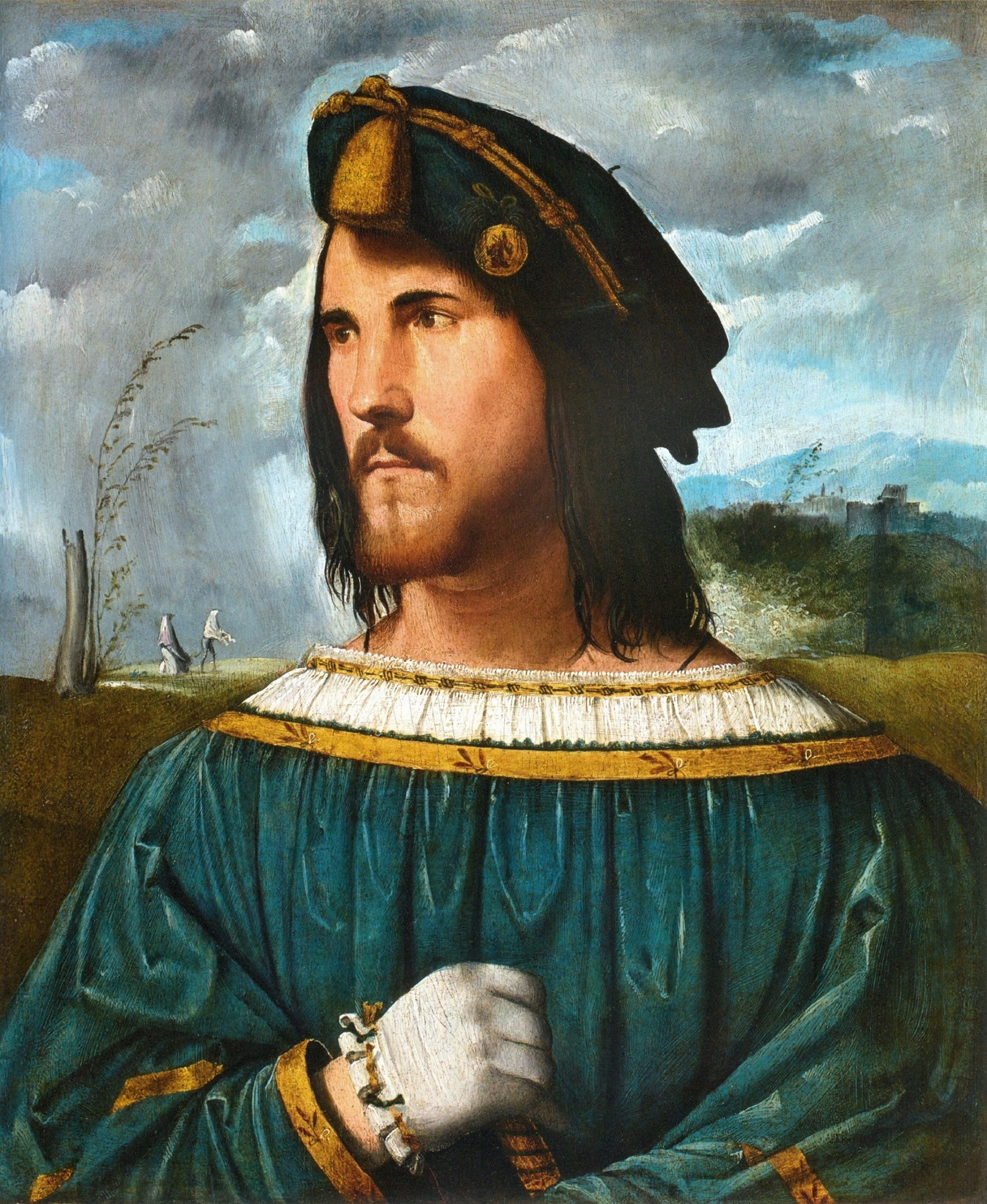
Ritratto di un gentiluomo tradizionalmente ritenuto rappresentare Cesare Borgia, opera di Altobello Melone (Accademia di Belle Arti "Giacomo Carrara", Bergamo, Italia)

Ma la volontà del Borgia a creare uno Stato assoluto nell'Italia centrale, anche eliminando le signorie da lui stesso instaurate nelle persone dei suoi più fidi alleati e capitani, spinsero l'Euffreducci ed altri ad organizzare quella che fu nota come Congiura della Magione e cercare di distruggere il Borgia. Ma, anche con la minaccia dell'intervento del re Luigi XII di Francia, la fragile alleanza fallì nell'intento e il Borgia meditò la vendetta. Fece credere che non avesse alcun risentimento nei confronti dei suoi capitani e che questi potessero ritornare nelle sue file, così dopo poco tempo si ritrovarono tutti i principali congiuratori insieme nella città di Senigallia e il Borgia partì da Fano con un numeroso contingente armato. Giunto in città, con una scusa il Borgia li invitò a rimanere presso di lui e riuscì così ad attuare la meditata vendetta: tutti vennero arrestati ed uccisi, con le loro truppe alleate massacrate, in quella che è nota come Strage di Senigallia (31 dicembre 1502 –  18 gennaio 1503).
La notizia della strage, anziché sdegno, generò elogi e ammirazione per il machiavellico inganno. A Fermo, la notizia della morte del tiranno fece esaltare di gioia il popolo, che saccheggiò il palazzo dell'Euffreducci e le case dei suoi parenti ed alleati, per poi assoggettarsi spontaneamente all'autorità del Borgia.
Molti membri della famiglia Euffreducci vennero esiliati e vennero loro confiscati i beni.  Le antiche magistrature vennero ripristinate e il nome di Oliverotto Euffreducci bandito.

### Lodovico Euffreducci: signore di Fermo
Dopo la strage ordita dal Borgia a Senigallia, tra coloro che fuggirono ci fu Celanzia degli Oddi, vedova di Tommaso Euffreducci (assassinato nel 1498), che fortuitamente riuscì a salvarsi e rifugiarsi a Perugia nella casa paterna con i figli (Lodovico, Giovanna, Caterina e Zenobia Euffreducci).
In Lodovico ardeva la speranza di rientrare in patria e non perse tempo ad approfittare del fatto che, morto papa Giulio II nel 1513, la sede pontificia era vacante. Così, fece istanza affinché il governo di Fermo lo reintegrasse nei suoi diritti di cittadino e lo riammettesse in città. Ma, rifiutate le sue richieste, passò ai fatti.
Il 9 marzo del 1513 conquistò il castello di Falerone, l'antico e originario feudo familiare, e qui radunò tutti i fuoriusciti, i seguaci della sua famiglia e un grosso contingente armato, pronto ad attaccare Fermo. Ma, nella paura di una ben più estesa rivolta, venne contrastato dal governo pontificio e dovette rinunciare all'impresa.

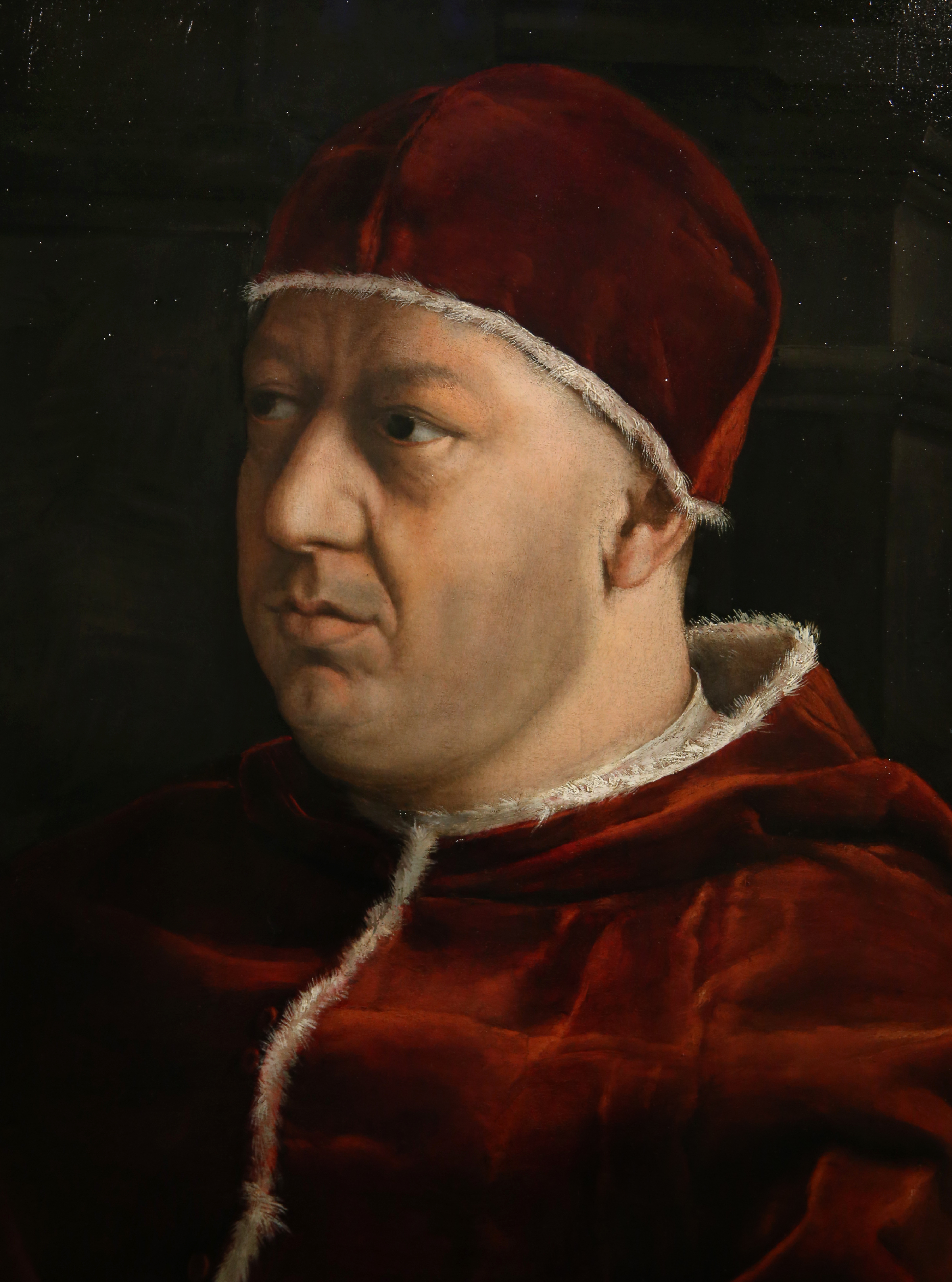
Papa Leone X in un dettaglio del Ritratto di Leone X con i cardinali Giulio de' Medici e Luigi de' Rossi, opera di Raffaello Sanzio (Galleria degli Uffizi, Firenze, Italia)

Tuttavia, la di lì a poco elezione al soglio pontificio di Giovanni de' Medici come papa Leone X cambiò le sorti. Infatti, l'Euffreducci era alleato dei Medici ed era stato in passato paggio proprio di quello che ora era il nuovo pontefice.
Così, il 24 marzo 1514, con l'aiuto della famiglia Baglioni e di altri alleati, l'Euffreducci entrò trionfante in Fermo e venne accolto sorprendentemente in giubilo dalla popolazione, sebbene non mancarono proteste. Venne acclamato signore di Fermo, si dichiararono abolite le sentenze di bando e di confisca dei beni e i fuoriusciti furono fatti rientrare e perdonati.
Successivamente, in due occasioni, approfittando dell'assenza dell'Euffreducci dalla città, ci furono due tentativi di spodestato, che tuttavia fallirono. Poi Carlo Baglioni, bandito da Perugia, unitosi ai Della Rovere, attaccò Fermo e la saccheggiò. La famiglia Brancadoro accusò del fatto l'Euffreducci e ciò generò una serie di scontri tra le due fazioni, che culminarono con l'ordinato e riuscito omicidio di Bartolomeo Brancadoro. Il Consiglio Generale di Fermo, il 3 febbraio 1520, dichiarò l'Euffreducci ribelle e nemico della città e della Chiesa ed il papa ordinò che fosse fatto prigioniero.
Niccolò Bonafede, vescovo di Chiusi, fu nominato governatore della Marca con poteri assoluti e, dopo varie trattative e vicende susseguitesi, il 20 marzo 1520 spinse l'esercito pontificio ad affrontare i ribelli e ottenne una strepitosa vittoria. L'Euffreducci fu ferito mortalmente e il suo corpo venne esposto pubblicamente come monito per i vinti, prima di essere fatto seppellire fuori le mura cittadine di Fermo (poi, dopo dieci anni, rientrato all'interno delle mura ed inumato nella tomba di famiglia nella Chiesa di San Francesco).

### Vicende successive e fine degli Euffreducci
Lodovico, sebbene sposato, non ebbe discendenza ed aveva solo sorelle femmine e nessun fratello che potesse continuare la dinastia. Nemmeno gli zii Oliverotto e Battista avevano avuto eredi.
Tuttavia, è noto che si distaccarono dal ceppo principale due rami. Il primo fu quello di un Giacomo Euffreducci, da cui originò un ramo nella città di Fano che durò fino alla seconda metà del XVII secolo, dando i natali ad illustri esponenti per la storia cittadina. Il secondo fu quello di un Tommaso Euffreducci, che, rimasto estraneo ai delitti commessi dai parenti Oliverotto e Lodovico, fu il progenitore di una linea che continuò a risiedere a Fermo e che durò fino ai primi del XVII secolo.
Così, anche con la morte di questi due rami nel XVII secolo, si può considerare del tutto estinta la dinastia degli Euffreducci.

## Genealogia
Fonti:
|                           |                                                                  |                                                                  |                                                                          |                                                                                |                                                                                |                                                                            |                                                                            |                                             |                                            |                                            |
|                           |                                                                  |                                                                  |                                                                          |                                                                                |                                                                                | Giberto                                                                    |                                                                            |                                             |                                            |                                            |
|                           |                                                                  |                                                                  |                                                                          |                                                                                |                                                                                |                                                                            |                                                                            |                                             |                                            |                                            |
|                           |                                                                  |                                                                  |                                                                          |                                                                                |                                                                                |                                                                            |                                                                            |                                             |                                            |                                            |
|                           |                                                                  |                                                                  |                                                                          |                                                                                |                                                                                | ?                                                                          |                                                                            |                                             |                                            |                                            |
|                           |                                                                  |                                                                  |                                                                          |                                                                                |                                                                                |                                                                            |                                                                            |                                             |                                            |                                            |
|                           |                                                                  |                                                                  |                                                                          |                                                                                |                                                                                |                                                                            |                                                                            |                                             |                                            |                                            |
|                           |                                                                  |                                                                  |                                                                          |                                                                                |                                                                                | Corrado                                                                    |                                                                            |                                             |                                            |                                            |
|                           |                                                                  |                                                                  |                                                                          |                                                                                |                                                                                |                                                                            |                                                                            |                                             |                                            |                                            |
|                           |                                                                  |                                                                  |                                                                          |                                                                                |                                                                                |                                                                            |                                                                            |                                             |                                            |                                            |
|                           |                                                                  |                                                                  |                                                                          |                                                                                | Falerone capostipite ⚭ Gualterunda di Gentile I da Varano                      | Falerone capostipite ⚭ Gualterunda di Gentile I da Varano                  | Rinaldo                                                                    | Rinaldo                                     |                                            |                                            |
|                           |                                                                  |                                                                  |                                                                          |                                                                                |                                                                                |                                                                            |                                                                            |                                             |                                            |                                            |
|                           |                                                                  |                                                                  |                                                                          |                                                                                |                                                                                |                                                                            |                                                                            |                                             |                                            |                                            |
|                           |                                                                  |                                                                  |                                                                          | Pietro feudatario ⚭ Altadia di Ruggero da Poggio al Molte                      | Pietro feudatario ⚭ Altadia di Ruggero da Poggio al Molte                      | Uffreduccio vivente nel 1286                                               | Uffreduccio vivente nel 1286                                               |                                             |                                            |                                            |
|                           |                                                                  |                                                                  |                                                                          |                                                                                |                                                                                |                                                                            |                                                                            |                                             |                                            |                                            |
|                           |                                                                  |                                                                  |                                                                          |                                                                                |                                                                                |                                                                            |                                                                            |                                             |                                            |                                            |
|                           |                                                                  |                                                                  |                                                                          | Ruggero signore di Smerillo                                                    | Ruggero signore di Smerillo                                                    | Paolo                                                                      | Paolo                                                                      | Fontaneve vivente nel 1333 ⚭ Grimalduccio   | Fontaneve vivente nel 1333 ⚭ Grimalduccio  |                                            |
|                           |                                                                  |                                                                  |                                                                          |                                                                                |                                                                                |                                                                            |                                                                            |                                             |                                            |                                            |
|                           |                                                                  |                                                                  |                                                                          |                                                                                |                                                                                |                                                                            |                                                                            |                                             |                                            |                                            |
|                           |                                                                  |                                                                  |                                                                          |                                                                                |                                                                                | Uffreduccio vivente nel 1380                                               |                                                                            |                                             |                                            |                                            |
|                           |                                                                  |                                                                  |                                                                          |                                                                                |                                                                                |                                                                            |                                                                            |                                             |                                            |                                            |
|                           |                                                                  |                                                                  |                                                                          |                                                                                |                                                                                |                                                                            |                                                                            |                                             |                                            |                                            |
|                           |                                                                  |                                                                  |                                                                          |                                                                                |                                                                                | Tommaso † 1403 medico ⚭ Stefania                                           |                                                                            |                                             |                                            |                                            |
|                           |                                                                  |                                                                  |                                                                          |                                                                                |                                                                                |                                                                            |                                                                            |                                             |                                            |                                            |
|                           |                                                                  |                                                                  |                                                                          |                                                                                |                                                                                |                                                                            |                                                                            |                                             |                                            |                                            |
|                           |                                                                  |                                                                  |                                                                          | Giovanni † 1450 cavaliere, podestà, capitano, magistrato, senatore ⚭ Selvaggia | Giovanni † 1450 cavaliere, podestà, capitano, magistrato, senatore ⚭ Selvaggia |                                                                            |                                                                            |                                             | Giacomo                                    | Giacomo                                    |
|                           |                                                                  |                                                                  |                                                                          |                                                                                |                                                                                |                                                                            |                                                                            |                                             |                                            |                                            |
|                           |                                                                  |                                                                  |                                                                          |                                                                                |                                                                                |                                                                            |                                                                            |                                             |                                            |                                            |
|                           | Galeotto giureconsulto                                           | Galeotto giureconsulto                                           | Lodovico † c. 1490 conte di Montechiaro, cavaliere, magistrato, senatore | Lodovico † c. 1490 conte di Montechiaro, cavaliere, magistrato, senatore       |                                                                                |                                                                            | Tommaso                                                                    | Tommaso                                     | Euffreducci di Fano · (est. XVII secolo) · | Euffreducci di Fano · (est. XVII secolo) · |
|                           |                                                                  |                                                                  |                                                                          |                                                                                |                                                                                |                                                                            |                                                                            |                                             |                                            |                                            |
|                           |                                                                  |                                                                  |                                                                          |                                                                                |                                                                                |                                                                            |                                                                            |                                             |                                            |                                            |
|                           | Pierfrancesco magistrato, vivente nel 1478                       | Pierfrancesco magistrato, vivente nel 1478                       | Giovanni magistrato, vivente nel 1480 ⚭ Caterina di Nicola Fogliani      | Giovanni magistrato, vivente nel 1480 ⚭ Caterina di Nicola Fogliani            | Stefania ⚭ Giacomo Paccaroni                                                   | Stefania ⚭ Giacomo Paccaroni                                               | Euffreducci di Fermo · (est. XVII secolo) ·                                | Euffreducci di Fermo · (est. XVII secolo) · |                                            |                                            |
|                           |                                                                  |                                                                  |                                                                          |                                                                                |                                                                                |                                                                            |                                                                            |                                             |                                            |                                            |
|                           |                                                                  |                                                                  |                                                                          |                                                                                |                                                                                |                                                                            |                                                                            |                                             |                                            |                                            |
|                           | Oliverotto * c. 1473 † 1503 militare, signore e tiranno di Fermo | Oliverotto * c. 1473 † 1503 militare, signore e tiranno di Fermo | Tommaso † 1498 console e militare ⚭ Celanzia degli Oddi                  | Tommaso † 1498 console e militare ⚭ Celanzia degli Oddi                        | Battista † c. 1510 podestà e ambasciatore                                      | Battista † c. 1510 podestà e ambasciatore                                  |                                                                            |                                             |                                            |                                            |
|                           |                                                                  |                                                                  |                                                                          |                                                                                |                                                                                |                                                                            |                                                                            |                                             |                                            |                                            |
|                           |                                                                  |                                                                  |                                                                          |                                                                                |                                                                                |                                                                            |                                                                            |                                             |                                            |                                            |
| Giovanna ⚭ Valerio Orsini | Giovanna ⚭ Valerio Orsini                                        | Caterina ⚭ Alfonso Paccaroni                                     | Caterina ⚭ Alfonso Paccaroni                                             | Zanobia ⚭ Vincenzio Adami                                                      | Zanobia ⚭ Vincenzio Adami                                                      | Lodovico * 1497 † 1520 militare e signore di Fermo ⚭ Giulia Conti di Segni | Lodovico * 1497 † 1520 militare e signore di Fermo ⚭ Giulia Conti di Segni |                                             |                                            |                                            |

## Personaggi illustri
Fonti:
Tra gli esponenti della famiglia degli Euffreducci, i membri più illustri, che ricoprirono importanti incarichi, furono i seguenti:
- Falerone (XII secolo) fu il capostipite della dinastia e il signore feudatario di Falerone, Castel Manardo, Castell'Agello, Monte Passillo;
- Tommaso Euffreducci († 1403) fu un illustre medico attivo a Fano e Fermo;
- Giovanni Euffreducci († 1450), illustre magistrato, fu ambasciatore, podestà e capitano del popolo di molte città e fu nominato senatore di Roma nel 1445;
- Lodovico Euffreducci († 1490 circa), conte di Montechiaro e cavaliere, fu un illustre magistrato, che tenne il governo di molte città delle Marche e fu senatore di Roma nel 1452, 1453, 1454, 1464 e 1465;
- Giovanni Euffreducci (XV secolo) fu un consigliere (1476), priore (1478) ed il padre del celebre Oliverotto Euffreducci
- Tommaso Euffreducci († 1498) fu un militare, più volte console per la Nobile Contrada Fiorenza di Fermo ed il padre di Lodovico Euffreducci;
- Oliverotto Euffreducci (c. 1473 – 1503) fu un celebre condottiero, che combatté principalmente al fianco dei fratelli Vitelli e di Cesare Borgia e che riuscì a divenire signore e tiranno di Fermo tramite metodi brutali e sanguinosi, per poi finire assassinato nella Strage di Senigallia, dopo aver tentato di distruggere il Borgia con la Congiura della Magione;
- Battista Euffreducci († 1510) fu un uomo di grande autorità in patria e al di fuori di essa, podestà di Milano (1496), ambasciatore presso Federico d'Aragona, re di Napoli (1498), e fu uno degli uomini cardine della tirannia del fratello Oliverotto Euffreducci; per ciò, dopo i misfatti del fratello, venne bandito e privato dei beni nel 1504 e morì esule;
- Lodovico Euffreducci (1497 – 1520) fu l'unico figlio maschio di Tommaso e Celanzia degli Oddi, che, dopo i misfatti dello zio Oliverotto Euffreducci, riuscì a ripararsi a Perugia grazie alla madre. Successivamente, intento a tornare in patria, conquistò Falerone e poi, grazie all'elezione di papa Leone X, riuscì a rientrare e diventare signore di Fermo dal 1514. Tuttavia, dopo vari eventi cruenti, entrò in contrasto con il governo pontificio e venne infine sconfitto mortalmente in battaglia.